# Plectocolea virgata
Plectocolea virgata là một loài Rêu trong họ Jungermanniaceae. Loài này được Mitt. mô tả khoa học đầu tiên năm 1891.